# Phragmatobia mussoti
Phragmatobia mussoti là một loài bướm đêm thuộc phân họ Arctiinae, họ Erebidae.